# Groupes d'étude multicentrique des services d'accueil
La classification GEMSA (Groupes d’étude multicentrique des services d’accueil), classe les patients en 6 groupes selon leurs modes d’admission et de sortie. Chaque classe regroupe des patients pour lesquels la charge en soins médicaux et paramédicaux, et le volume des examens complémentaires sont globalement équivalents. La charge de travail pour le personnel médical et infirmier est plus lourde pour le groupe 4 et 6.

## Classement
| GEMSA 1 | Patient décédé à l’arrivée ou avant tout geste de réanimation. |
| GEMSA 2 | Patient non convoqué, sortant après consultation ou soins (petite chirurgie, consultation médicale...) |
| GEMSA 3 | Patient convoqué pour des soins à distance de la prise en charge initiale (surveillance de plâtre, réfection de pansement, ablation de fils, rappel de vaccination, etc.)                                                                                       |
| GEMSA 4 | Patient non attendu dans un service et hospitalisé après passage au service d'accueil des urgences (SAU). |
| GEMSA 5 | Patient attendu dans un service, ne passant au service d'accueil des urgences (SAU) que pour des raisons d’organisation (enregistrement administratif, réalisation d'un « bilan d'entrée », refus de certains services de réaliser des entrées directes, etc.). |
| GEMSA 6 | Patient nécessitant une prise en charge thérapeutique immédiate importante (réanimation) ou prolongée (surveillance médicale attentive pendant au moins une heure)                                                                                              |

Cette classification pourrait servir à prédire la consommation en ressources d'un service d'urgences. En effet, les auteurs ont trouvé que les patients appartenant à la classe 6 étaient sources de consommation importante de ressources, alors qu'à l'opposé la classe 5 pourrait correspondre à un besoin moindre d'allocation budgétaire. Une analyse plus fine de l'activité est nécessaire pour mieux interpréter les dépenses du service. 
Cette classification est réalisée rétrospectivement et prend en compte le mode d'arrivée des patients et le mode se sortie des SAU (Service d'Accueil des Urgences). Elle n'est donc pas utilisable en termes d'évaluation prospective de la gravité à l'arrivée des patients. Par contre son utilisation rétrospective permet, là encore, la comparaison de différents services d'urgences entre eux. La classification GEMSA est donc essentiellement utilisable comme un indicateur qualitatif d'activité du service.

### Sources et bibliographie
- Description de la classification GEMSA sur le site de l'Atih
- Direction de l'hospitalisation et de l'organisation des soins du ministère français chargé de la Santé, Circulaire DHOS/E 3/PMSI n° 2001-433 du 10 septembre 2001 relative au projet de mise en œuvre progressive d'un financement propre aux urgences dans les établissements de santé, 10 septembre 2001 (lire en ligne) [PDF]